# Michael Weindel

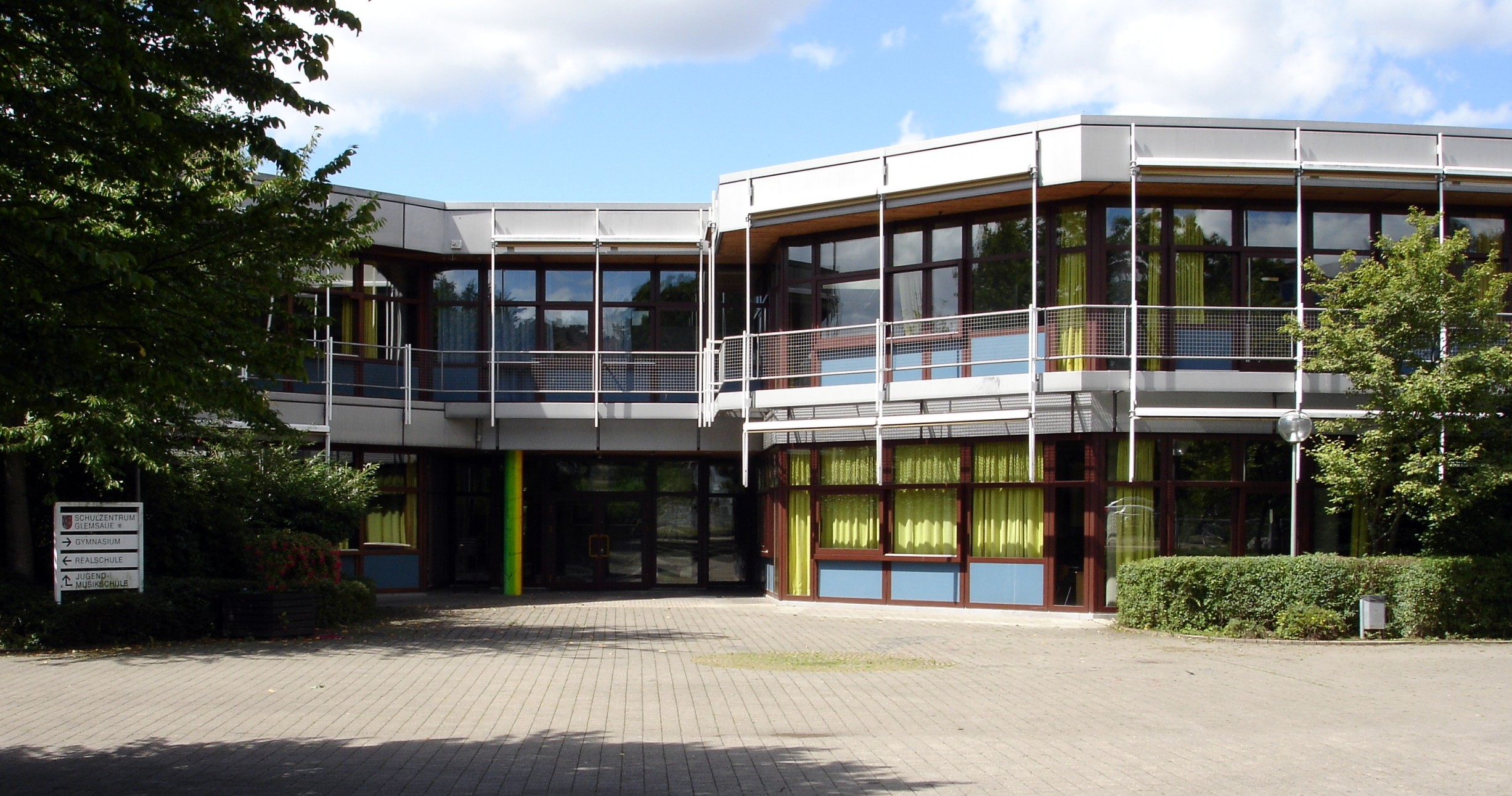
Gymnasium in der Glemsaue

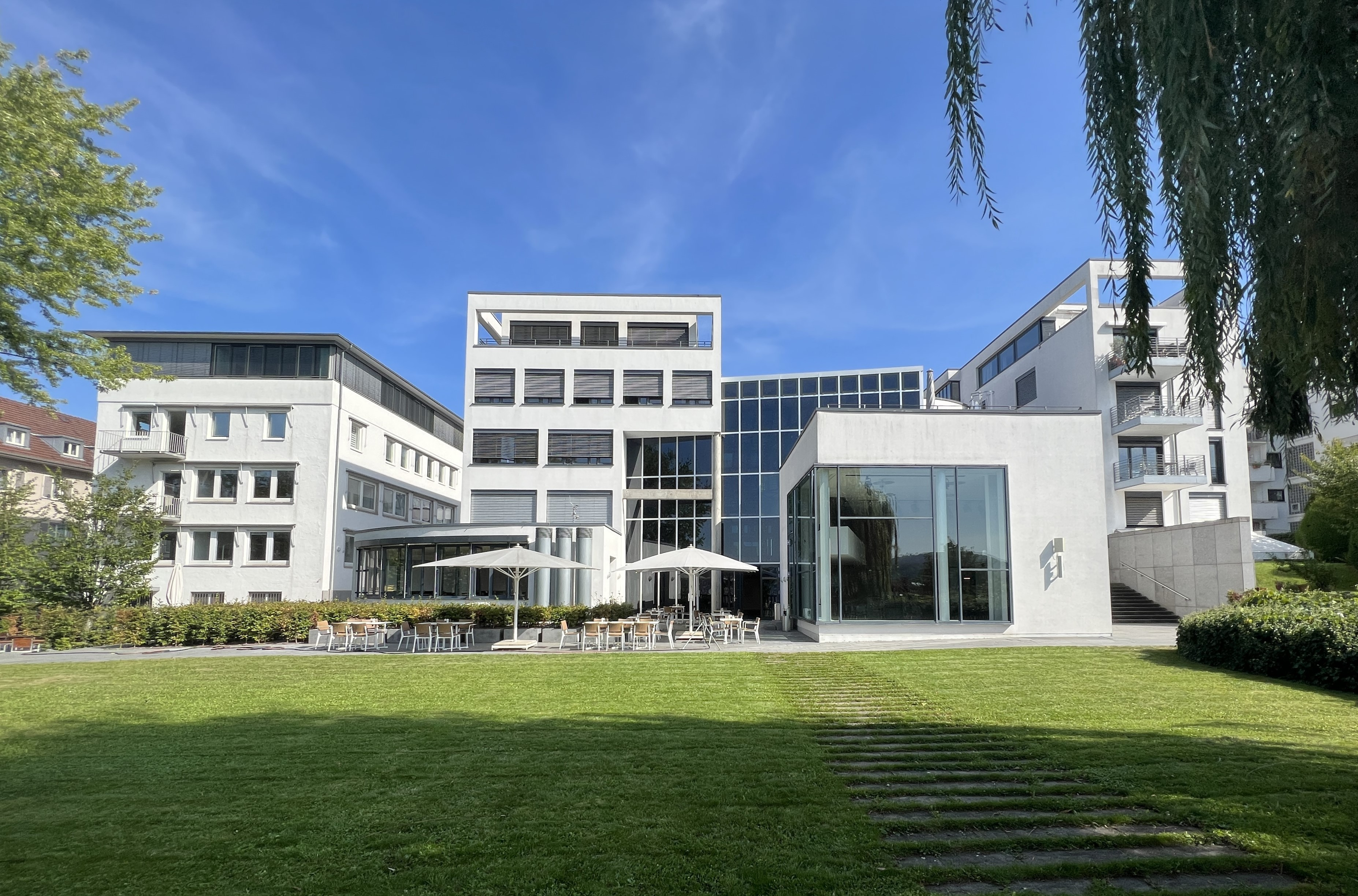
Haus der Architekten in Stuttgart

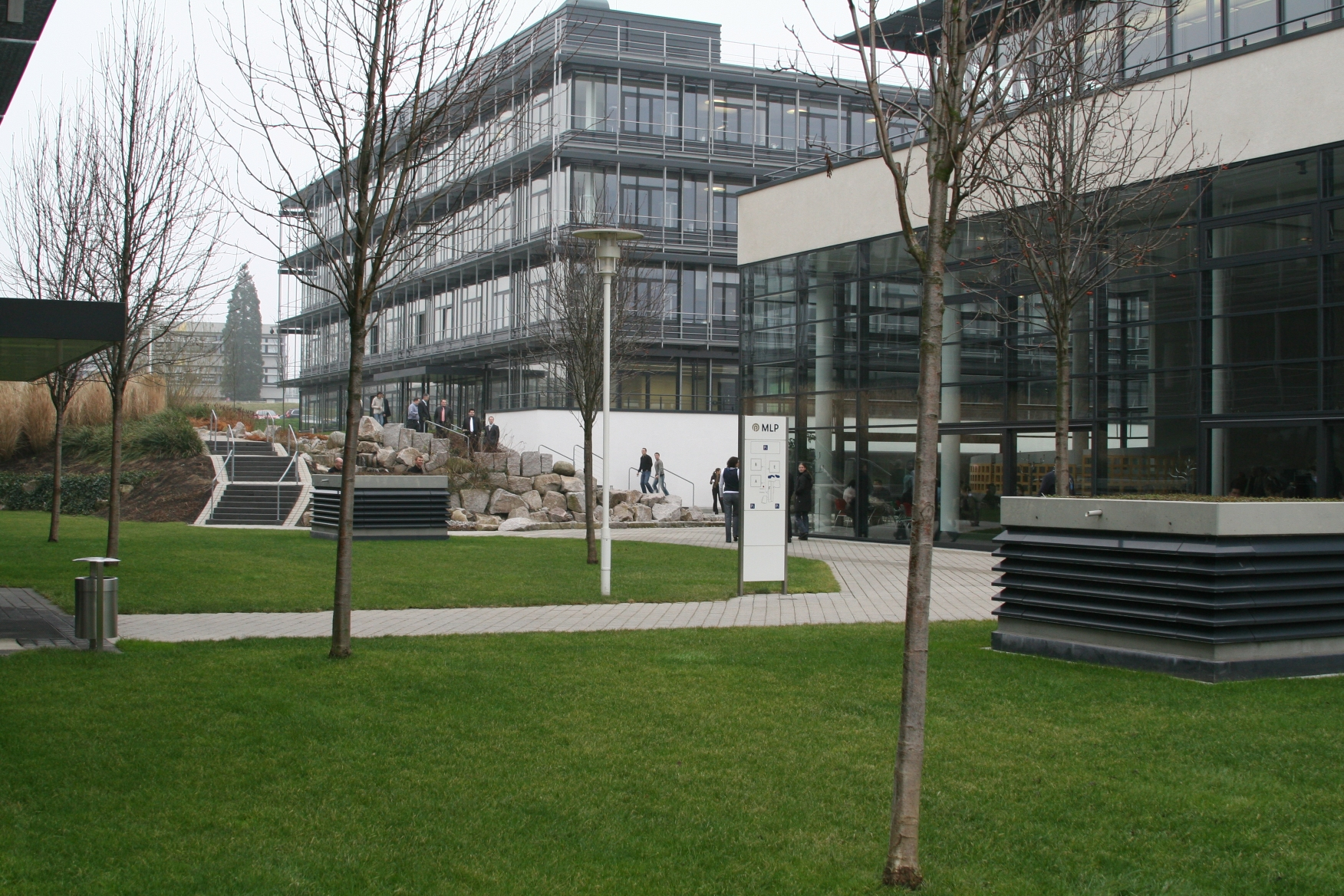
MLP-SE-Zentrale in Wiesloch

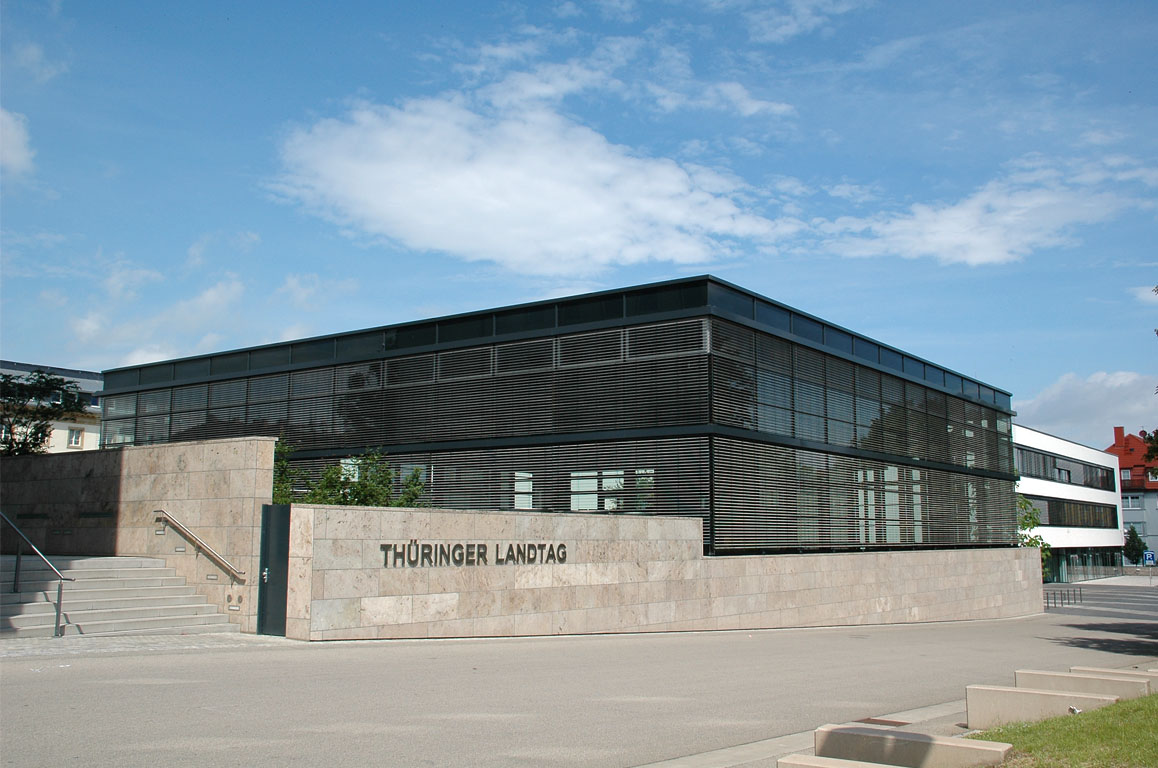
Plenarsaalgebäude des Thüringer Landtags in Erfurt

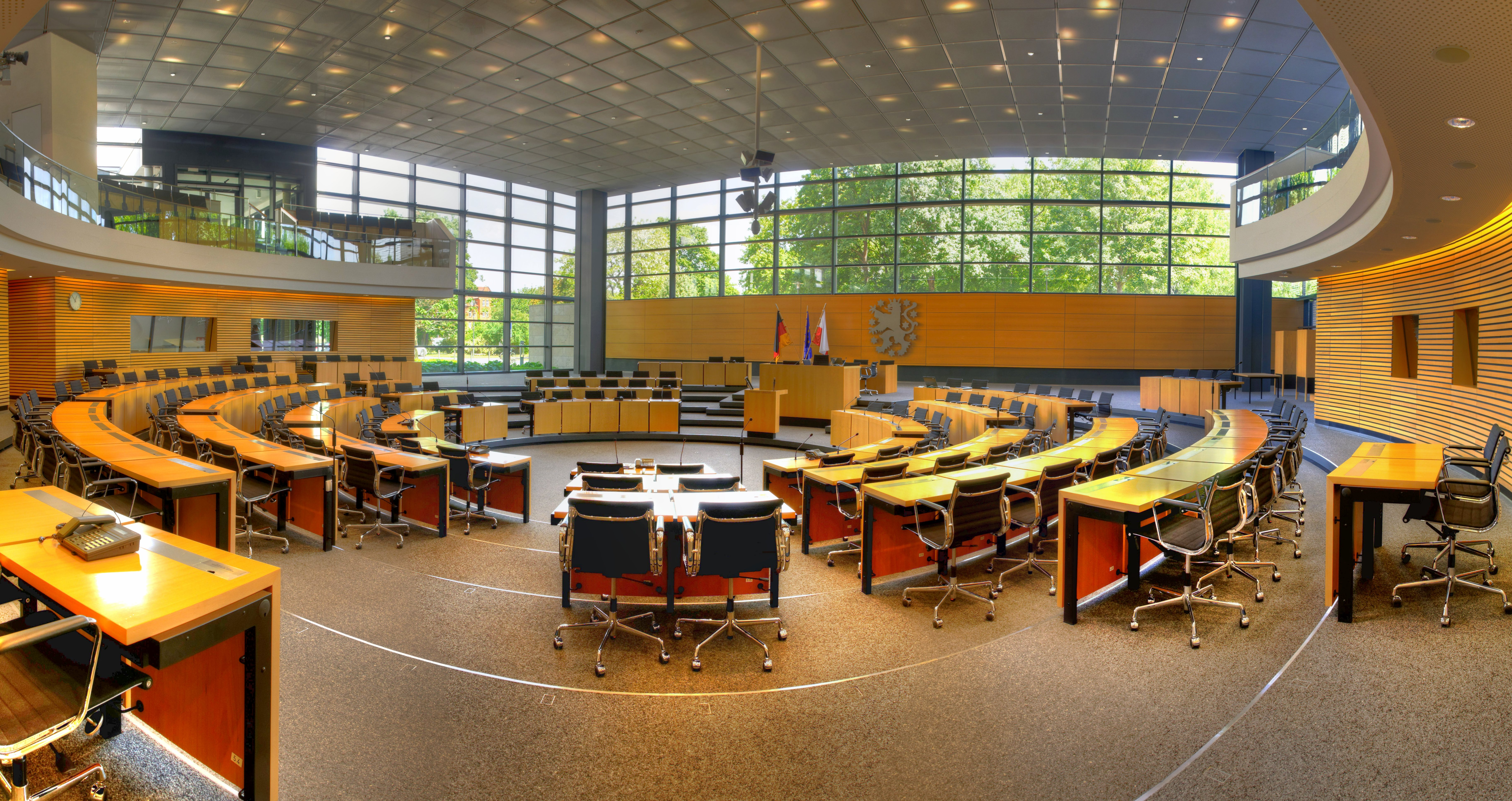
Plenarsaal von innen

Michael Weindel (* 17. Februar 1942 in Kalisch; † 23. April 2025) war ein deutscher Architekt mit Büro in Waldbronn, Landkreis Karlsruhe.

## Leben
Michael Weindel studierte von 1962 bis 1969 Bauingenieurwesen und Architektur an der Technischen Hochschule Karlsruhe. Anschließend war er von 1969 bis 1971 bei Schmitt + Kasimir in Karlsruhe sowie 1971 im Nachfolgebüro von Egon Eiermann tätig. 1972 gründete er das Architekturbüro Michael Weindel. Von 1976 bis 1979 hatte er einen Lehrauftrag für Entwerfen an der Universität Stuttgart, 1978/1979 lehrte er als Professor an der Fachhochschule Rosenheim.

## Werk
Weindel erlangte zahlreiche größere Bauaufträge durch Erfolge bei Architekturwettbewerben. Schwerpunkte waren Lehreinrichtungen, Verwaltungs- und Institutsgebäude sowie Kliniken. 1995 gewann er den Wettbewerb für das Plenarsaalgebäude des Thüringer Landtags in Erfurt, sein bekanntestes Werk. Charakteristisch hierbei ist die quadratische, natürlich belichtete Raumgeometrie mit einer kreisrunden Anordnung der Sitzplätze in vier Reihen. Ca. drei Viertel des Kreises werden dabei durch die Abgeordnetenplätze eingenommen, ca. ein Viertel durch die Plätze der Regierungsvertreter. Das Schema dient auch als Grundlage für das Logo des Thüringer Landtags.

## Büro
Das Architekturbüro Weindel Architekten Partnerschaftsgesellschaft mbB beschäftigt ca. 25 Mitarbeiter, darunter 20 Diplom-Ingenieure der Fachrichtung Architektur. Es arbeitet in einem in Waldbronn bei Karlsruhe gelegenen eigenen Bürohaus mit rd. 1000 m² Fläche auf drei Etagen und wird seit Weindels Austritt 2019 von seinen Söhnen Michael Weindel jun. und Alexander Weindel weitergeführt.

## Bauten und Entwürfe (Auswahl)
- 1973–1978: Gymnasium und Realschule in der Glemsaue in Ditzingen
- 1988–1990: Rathaus in Mühlacker
- 1989–1993: Haus der Architekten in Stuttgart
- 1991–1993: Arbeitsamt in Mainz
- 1991–1995: Arbeitsamt in Karlsruhe
- 1992–1999: Chemisches und Veterinäruntersuchungsamt in Karlsruhe[6]
- 1993–1996: Klinikzentrum Falkenburg in Bad Herrenalb
- 1993–1996: Volksbank in Bad Vilbel
- 1996–2002: Museum und Galerie im Aschingerhaus in Oberderdingen[7]
- 1995–1999: Thermenhotel Falkenburg in Bad Herrenalb
- 1998–2001: Volksbank in Biberach an der Riß[8]
- 1998–2002: Rathaus in Glatten bei Freudenstadt
- 1999–2001: Audimax und Osteuropazentrum der Universität Karlsruhe
- 1999–2004: Gebäude der MLP SE in Wiesloch[9]
- 1999–2002: Astron-Hotel in Heidelberg
- 2001–2004: Funktionsgebäude des Thüringer Landtags in Erfurt
- 2000–2002: Schulzentrum in Leogang (Österreich)
- 2005–2007: Gregor-Mendel-Realschule in Heidelberg[10][11]
- 2009–2011: Sporthalle Bohl in Sigmaringendorf[12]
- 2017–2018: Sanierung und Erweiterung der Mediathek in Oberderdingen[13]

## Auszeichnungen
- 6 Auszeichnungen der Architektenkammer Baden-Württemberg für „Beispielhaftes Bauen“ (2002, 2005, 2006, 2010, 2012 und 2019).
- 2 Hugo-Häring-Auszeichnungen des Bund Deutscher Architektinnen und Architekten (2005 und 2008)